# 種 (分類学)
種（しゅ、species）とは、生物分類上の基本単位である。2004年時点で命名済みの種だけで200万種あり、実際はその数倍から十数倍以上の種の存在が推定される。新しい種が形成される現象、メカニズムを種分化という。
ラテン語の species より、単数の場合は省略形 sp. で、複数の場合は省略形 spp. で書き表す。「イヌ属のある種」であれば「Canis sp.」、「ネコ属のいくつかの種」であれば、「Felis spp.」と表現する。

## 基本理念
生物は、無数の個体からなるが、それらが非常に多様な形質を持つと同時に、一定の類型に分けられることを人は古くから経験的に知っており、それらに名前を付けていた。たとえば虫、魚、鳥、草、苔などである。更にそれらの大まかの分類の中にも多様な形質を観察することができ、より細かい不連続な集団に分けられることに気がつく。つまり、形質のかなり細部までが共通する集団が見分けられ、それらの集団の間には不連続性が見られる。たとえばミカンの木につく青虫を育てれば、そこから出てくるチョウは、黄色のまだらのものか、真っ黒の羽根のものかである。前者はアゲハチョウで、後者はクロアゲハであるが、それらは色だけでなく、羽根の形や幼虫の姿でも少し異なっている。また、このような形質は世代を越えて維持される。そのような集団を種という。博物学や生物学の知識の蓄積に伴って、すべての生物がこのような集団に区分できることが明らかとなっていった。それぞれの種に体系的に名を付け、分類体系を築こうとしたのがリンネである。その100年後にはダーウィンが進化と種分化の理論を提唱し、リンネの「形態に基づく分類体系」がなぜそのようになっているか、理論的説明を与えた。
しかし、リンネの時代には生物は現在言うところのEukaryote（真核生物）しか知られていなかった。現在それ以外にもMonera（モネラ、真正細菌、いわゆる狭義の細菌）、Archaea（アーキア、古細菌）、そして生物かどうかの異論もある、Virus（ウイルス）やViroid（ウイロイド）といった存在があることが知られている。そしていわゆる真核生物とはMonera とArchaea、見方によっては Virusが複数共生した複合生命体であることが定説になっている（細胞内共生説、ミトコンドリア、葉緑体、レトロウイルス等を参照）。このため、リンネの考えた種の概念は真核生物では比較的よく適合するが、それ以外のMonera、Archaea、Virus、Viroidといったものには適合性が良くない。Monera、Archaea はリンネの唱えた2名法による種名が付いているが、その概念と範囲は真核生物における物とは全く異なることに留意すべきである。Virus、Viroidではそもそも2名法による種名は付けられていない。

## 有性生殖の役割
個体間で生殖が可能かどうかは種の判断で重視される。これは、種の特徴が世代を越えて維持されるものであること、古くは同種であれば子供を残せるはず、との素朴な判断があったためである。しかし、現在では有性生殖の理解が変化している。つまり有性生殖は、それぞれの個体の属する系統の間で互いの遺伝子を交換し合う行為であり、互いに交配可能であれば、いつかは実際にその遺伝子が交換される可能性がある。そのような関係で結びついた個体の集団は、同じ遺伝子プールを形成する。同一範囲の遺伝子集団を所有する限りは、形態的にもその同一性が保証されるはずと考えることができる。
しかし種における重要な概念の「有性生殖（による遺伝子交換）」そのものが真核生物に特有の概念である。例えば真正細菌では、有性生殖にあたる接合だけではなく、プラスミドの交換などを通して相当に遠縁でも遺伝情報の交換ができる。接合が知られていないものも極めて多く、相当遠縁の同士でも接合が起こることがある。また、外形は極めて変化に乏しいが、遺伝的には極めて多様なことが知られている。つまり、リンネの定義では、種を非常に細かく分けることも、非常におおざっぱに分けることもできてしまう。現在の細菌の種の定義は真核生物の分類と比較すると非常に大きい集団を指しているものと思われる。例えば細菌の種分類の基準として用いられることの多いDNA - DNA分子交雑法で再結合率が70%以上であることや、核酸塩基配列の相同性が90%程度などを用いた場合、動植物では目レベルの分類群が全て同一の種に属することになるであろう。種の定義・概念は、現在、22以上あり、研究が進むほどに増加している。

## 種の定義

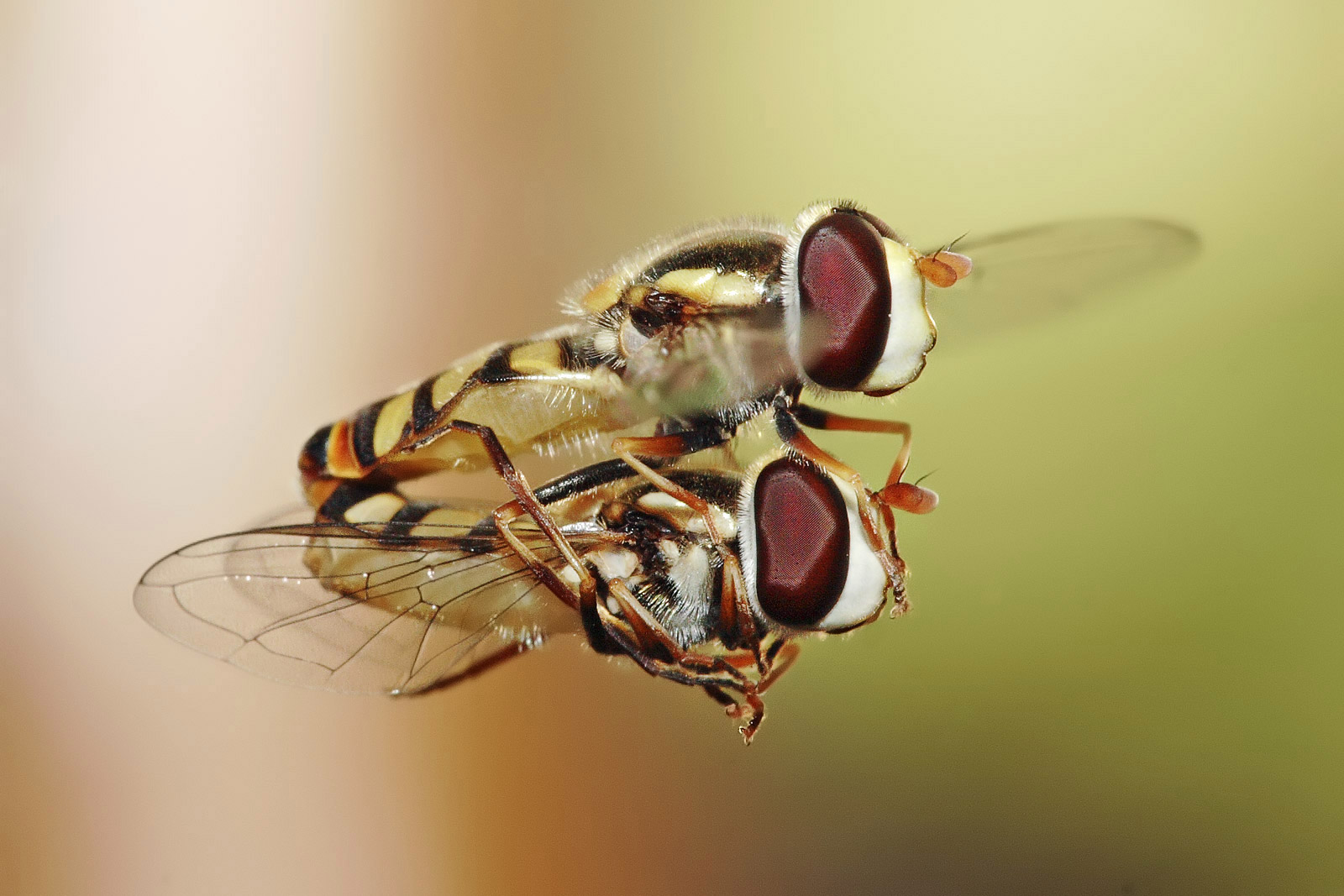
昆虫の種の分類は多様である

以下にはよりなじみの深い真核生物の分類、より厳密に言えば動物を中心に成り立つ種分類上の留意点について記述する。ここには真核生物でも植物 (Plant)、菌類 (Fungi)、原生生物 (Protista) などでは成立しない定義も多く含まれている。上述した「有性生殖の役割」も植物、菌類、原生生物では成立しないケースがある。これらでは有性生殖がほとんど認められなかったり、交配できない不和合接合型（クローンや親子兄弟など同じもしくは近い型の間では有性生殖が成立しない）が認められたりする例が多数ある。このため「交配可能かどうか」は種の分類に使いにくい場面が多い。専門家の間で完全に同意を得られるような種の定義はない。つまり、生物の集団をどうとらえるかは、研究者・分類群・研究の目的によって異なり、全ての生物の分類に適用可能な種の概念は存在しないということである。

### 形態的種の概念
様々な生物を分類するにあたって、外観や解剖学的特徴によって区別することは最も古くから行われてきた。生物の形態によって種を区別することを形態的種の概念と言う。形態的な差を種の同定の基準に用いることは分類が主観的になりすぎる問題がある。特に視覚的な基準を用いるのは人間の視覚が発達しているためでしかない。生物個体のどのような特徴を判断の基準とするかがあいまいである。また性的二型のような多型を別種と誤解する可能性がある。しかし、現在記載されている種のほとんどは形態的種で、特に化石生物は全て形態的種である。なお、このような分類では生殖器の構造、特に交接器の構造が重視される。これは生殖器の物理的な差異が配偶を困難にし、生殖的隔離をもたらす可能性が高いと推定できるためで、生物学的種の同定の基準となりうるからである。
北アメリカでは複数種の同属のホタルがおり、それらは外見上は区別が困難であるが、それぞれの発光パターンが異なる。このパターンによる雌雄のやりとりで交尾が行われるので、種間の生殖隔離は成立している。このような生物は隠蔽種（英：cryptic species）と呼ばれ、形態によって区別することはできないから、他の概念を適用することでその存在が知られる。その場合でも、そこに種の違いが存在することを知った上で研究が行われれば、わずかの形態の違いで区別が可能となる場合もある。

### 生物学的種の概念

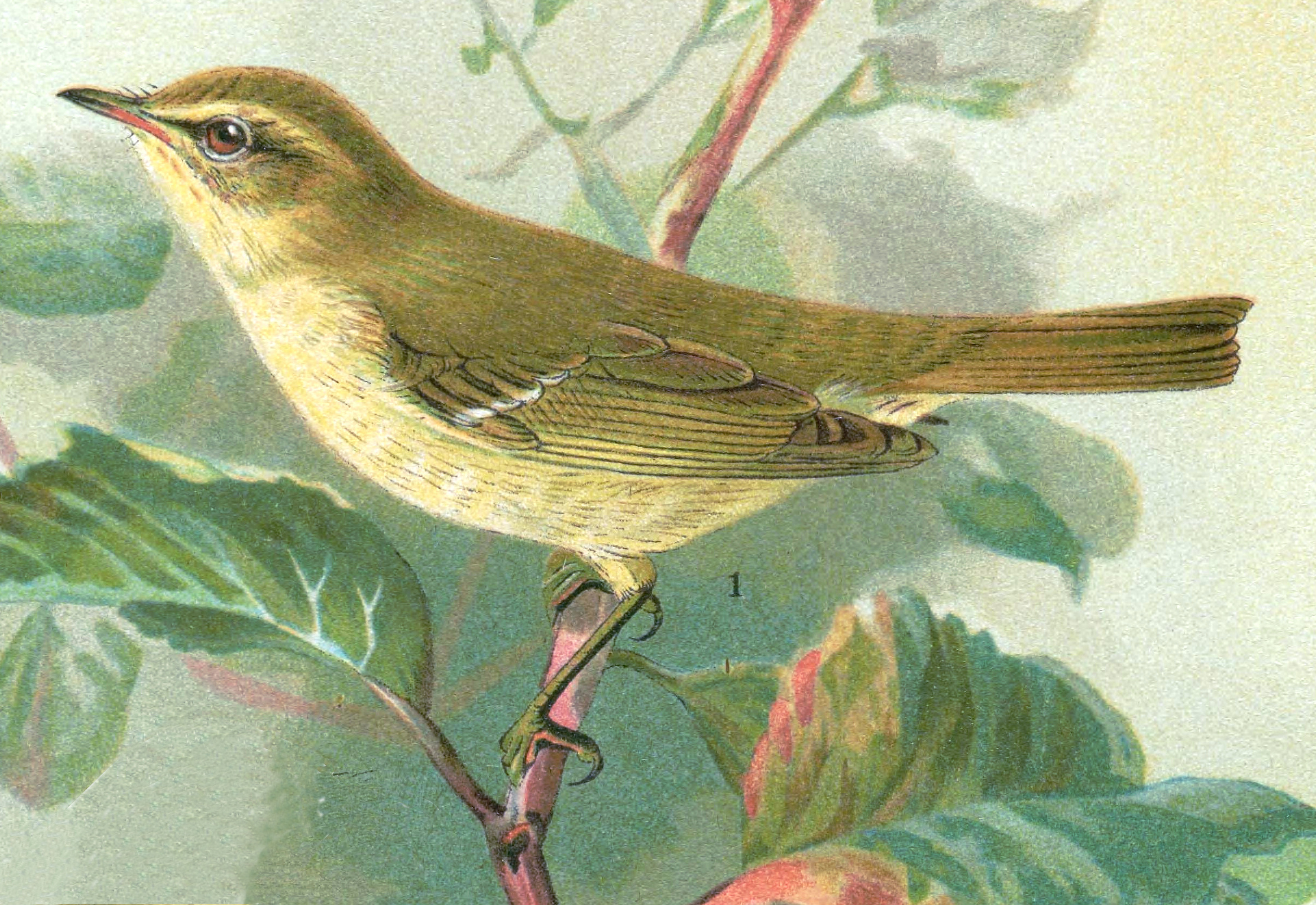
ヤナギムシクイは輪状種を証明する種の一つ

マイヤーによって1942年に提案された、生物学では最も一般に用いられている種の概念。この定義では、同地域に分布する生物集団が自然条件下で交配し、子孫を残すならば、それを同一の種とみなす。
逆に、同地域に分布しても遺伝子の交流がなされない、あるいは交流がなされても子孫が存続しないならば、異なる種とされる（＝生殖的隔離が完了している）。たとえばロバとウマの交雑によってラバという雑種が生まれるが、ラバはほとんど繁殖力を持たず、世代が続くことはない。よってロバとウマは別の種と見做される。
それぞれの生物集団が異なる地域に属していたり、違う時代に属している場合、生殖的隔離の検証が出来ないため、その生物の形態の比較、集団レベルでの交配および受精の可能性の検証、雑種の妊性（稔性）の確認を通じて、同一の種であるかが検討される。
ただし雑種が全て生殖能力に劣るわけではない。特に、植物では従来の見解では異種であった個体群を交配させて園芸品種を作ることは頻繁に行われている。このようなときは、この定義を厳密に当てはめた場合種ではなく亜種として分類しなおすことになる。野生下での交配可能性のみを問題にする立場からしても、イヌ属やカモ属、キジ属などの場合は亜種として扱うことになる。
生物学的種を普遍的なものとして扱いたい場合に最も根本的な問題となるのは交配せず無性生殖のみを行う生物である。この定義を適用すれば全ての個体の系統が異なる種に分類されることになり、現実的ではない。はるか昔に絶滅した種を扱う古生物学にも適用できない。また実際的な問題として、無数の生物の組み合わせ全てで実際に交配が行われるかどうかを確認するのは不可能である。
さらに輪状種の存在は生物学的種に困難をもたらす。輪状種とは近接して生息する個体群AとB、BとCが交配可能であるが、離れて生息する個体群AとCの間に生殖的隔離が存在する亜種の混合個体群のことである。この場合AとCは生物学的に別種であるが、AとB、BとCは定義上、同種である。全ての種は時間的には連続した存在だが、輪状種はそれを空間的に見ていると言うことができる。

### 生態学的種
生物をその生活している場またはニッチ（生態的地位）で分かれているかどうかを判断する立場。実験室内では交雑可能であっても、その生息域や行動から、交配の可能性がなく、別個体群としてふるまっていれば、別種とみなす。たとえば、ニホンザルとタイワンザルは交配可能であり、その子孫も繁殖力があるが、地域的に完全に隔離されており、その限りでは形態的差にも差があり、別種と見なして良いと判断する。また、イヌとオオカミはしばしば同じ地域に生息し交配も可能であるが、繁殖サイクル、行動、学習パターン、主な食料などの点で全く異なるニッチに属しているため生態学的には別種といえる。

### 地理学的種
地理的に隔離されている物を別種と見なす。種の分化はどんな形であれ、最初に地理的隔離が起きたのだと考える説が有力であるが、それに基づけば、「地理的な種」は生物学的には未分化であっても、いくらかの遺伝子の差異が存在し、いずれは完全に異なる種になりうる。一般的にこの地理学的種の定義が用いられるのは生物の地域的変異（の保護など）に言及する場合が多い。しかしこの定義では（他の定義以上に）亜種と種の区別が困難であり、恣意的に用いることになる。上述のニホンザルとタイワンザルも厳密には地理学的種である。

### 進化学(系統学)的種
単系統に属し、他の系統と異なる特徴、進化的傾向を持つ生物群や系統を種とする。この場合、進化的傾向は恣意的であること、個体群と真の種の間の区別ができない事などが問題となる。

### 時間的種
時間的種は種の誕生と終焉によって定義される。種の誕生は種分化あるいは単系統の漸進的な変遷であり、終焉とは絶滅あるいは漸進的な変遷である。この定義は形態的種や生物学的種が進化的時間を考慮していないことから提案されたが、種の分類には形態が用いられるという点で同様の欠点がある。特に親種からの漸進的な変遷、孫種への漸進的な変遷が起きた場合、どこで種の区別をするかが恣意的にならざるを得ない。

### それ以外の種概念
Maydenによる分類からいくつか引用する
- 無性種概念
- 分岐学的種概念
- 認識種概念
- 系統発生種概念
- 生態学的種概念
- 進化的に重要な単位
- 遺伝的種概念
- 繁殖競争概念
- 遺伝子型クラスター定義
- ヘニッヒ的種概念

## 種の下位分類
研究の積み上げが進んだ中から、現実的には種に分けてことが済まない場合が多々見つかる。たとえば同種内とは考えられるものの、はっきりと差のある群が発見され、種以下の分類を考える必要が生じ、亜種や変種、品種などの階級が作られた。例えば異なる地域に分布する集団からなる種では、種の内部で異なる形態的特徴を持つ地域集団が存在することがある。これを亜種と呼ぶ。
日本列島に棲息する大型哺乳類の多くは、大陸産の同種とは異なる亜種として分類されている。ただし、亜種と認定される基準は必ずしも客観的でない場合がある。
品種は作物や家畜などの人間が飼育した生物の中で、他の生物集団より区別できる生物集団を指す。ハイブリッド品種など、ある品種の子孫が親と同じ品種とされないことも多い。
なお、人種は形態学的な特徴の中でも毛髪、目、皮膚の色、骨格など外部から容易に観察できる形質によってヒトという種を下位分類する概念である。現生する全ての人種を含む現生人類はヒト科ヒト亜科ヒト属のホモ・サピエンスただ一種である。ただし古人類学は化石人類にホモ・サピエンス以外の種をいくつか認めている。異人種間での生殖隔離が見られないこと、異人種間にみられる遺伝情報の多様性よりも人種内の遺伝情報の多様性の方が高いこと、また人種差別への懸念から、生物学的な文脈では人種の有効性は極めて限定的だとされている。

## 種の問題
種の定義や実在性に関わる議論を種の問題という。

### 種の実在性
進化学の立場から、時間的と空間的距離などにより種は変化したり別の複数種に分かれたりするものであることはもはや定説である。リンネの時代には全て、あるいは多くの種は別個に創造され、変種は生み出すが別種は生み出さないと考えられていた。しかしそのような種の不変性という立場を取ることはもはやできない。現在の所、種の概念そのものはおおよそ認められてはいる。しかしながら、それを全く認めない立場も含め、さまざまな議論がある。この論争は13世紀の普遍論争にまで遡ることができる。

### 種の本質主義
ある生物が「その生物たらしめているなんらかの“本質”を親から受け継いでいるからその種なのだ」という概念を種の本質主義と呼ぶ。ダーウィン以前の分類の定義（それは主に形態学的種概念であるが）は本質主義に含められる。本質主義では種は種内変異や人工的な品種を生み出すが、異なる種に変化することはないと仮定する。本質主義は厳密には正しくないが、形態学的種概念を含めて現在のいくつかの種概念も異なる程度に本質主義を仮定している。

### 種の問題の原因
種の問題の原因は次のようにまとめられている
1. 観察される生物のパターンは、人間の認識と判断能力の産物である。人間の認識能力は別の用途のために進化したので、自然の全てを精巧に関知できるわけではない。
2. 生物の集団は明確に分かれているとは限らない。重複したり、内部に別の構造が存在することもある。
3. 人間が認識できる生物のパターンはそれぞれの生物の進化的過去に起きた進化の産物であるが、進化のプロセスは現在も継続中である。

## 関連文献
- 日本語のオープンアクセス文献
  - 網谷祐一 「E・マイヤーの生物学的種概念」 科学基礎論研究 Vol.29, No.2 (2002) pp.75-80 PDF
- 一般書籍
  - 日本生物科学者協会編集「特集：種についての終わりなき論争」『生物科学』Volume 59 Number 4（2008年5月号）2008年、農山漁村文化協会。